# Pterolophia tuberculatithorax
Pterolophia tuberculatithorax là một loài bọ cánh cứng trong họ Cerambycidae.